# Wags, the Dog That Adopted a Man
Ne doit pas être confondu avec Wags.
Wags, the Dog That Adopted a Man (« Wags, le chien qui adopta un homme ») est une série de bande dessinée humoristique de l'Américain Billy Marriner diffusée de 1905 à 1909 par T. C. McClure Syndicate (en) comme planche dominicale dans la presse américaine.
Wags est un chiot qui s'attache à un homme détestant les animaux qui, semaine après semaine, s'évertue sans succès à se débarrasser du petit chien, lequel reste cependant inlassablement son compagnon.